# Pachira
Pachira is een geslacht van bomen uit de kaasjeskruidfamilie (Malvaceae). De soorten komen voor in de (sub)tropische delen van Centraal-Amerika en Zuid-Amerika, in een gebied tussen Noordwest-Mexico en Zuid-Brazilië.

## Soorten
- Pachira amazonica (A.Robyns) W.S.Alverson
- Pachira aquatica Aubl. - Watercacao
- Pachira aracamuniana (Steyerm.) W.S.Alverson
- Pachira brevipes (A.Robyns) W.S.Alverson
- Pachira calophylla (K.Schum.) Fern.Alonso
- Pachira coriacea (Mart.) W.S.Alverson
- Pachira cowanii (A.Robyns) W.S.Alverson
- Pachira cubensis (A.Robyns) Fern.Alonso
- Pachira dolichocalyx A.Robyns
- Pachira duckei (A.Robyns) Fern.Alonso
- Pachira dugandeana (A.Robyns) Fern.Alonso
- Pachira emarginata A.Rich.
- Pachira endecaphylla (Vell.) Carv.-Sobr.
- Pachira faroensis (Ducke) W.S.Alverson
- Pachira flaviflora (Pulle) Fern.Alonso
- Pachira fuscolepidota (Steyerm.) W.S.Alverson
- Pachira glabra Pasq.
- Pachira gracilis (A.Robyns) W.S.Alverson
- Pachira humilis Spruce ex Decne.
- Pachira insignis (Sw.) Savigny
- Pachira liesneri (Steyerm.) W.S.Alverson
- Pachira macrocalyx (Ducke) Fern.Alonso
- Pachira mawarinumae (Steyerm.) W.S.Alverson
- Pachira minor (Sims) Hemsl.
- Pachira morae Fern.Alonso
- Pachira mutisiana Fern.Alonso
- Pachira nervosa (Uittien) Fern.Alonso
- Pachira nitida Kunth
- Pachira nukakica Fern.Alonso
- Pachira obovata (A.Robyns) W.S.Alverson
- Pachira orinocensis (A.Robyns) W.S.Alverson
- Pachira paraensis (Ducke) W.S.Alverson
- Pachira patinoi (Dugand & A.Robyns) Fern.Alonso
- Pachira pseudofaroensis (A.Robyns) W.S.Alverson
- Pachira pulchra Planch. & Linden
- Pachira punga-schunkei Fern.Alonso
- Pachira retusa (Mart.) Fern.Alonso
- Pachira robynsii (Steyerm. & W.D.Stevens) W.S.Alverson
- Pachira rupicola (A.Robyns) W.S.Alverson
- Pachira rurrenabaqueana (Rusby) Fern.Alonso
- Pachira sessilis Benth.
- Pachira sordida (R.E.Schult.) W.S.Alverson
- Pachira speciosa Triana & Planch.
- Pachira subandina (Dugand) Fern.Alonso
- Pachira tepuiensis (Steyerm.) W.S.Alverson
- Pachira tocantina (Ducke) Fern.Alonso
- Pachira trinitensis Urb.
- Pachira yapacanae Steyerm. ex W.S.Alverson

... · 
Abelmoschus · 
Abroma · 
Abutilon · 
Acaulimalva · 
Acropogon · 
Akrosida · 
Allosidastrum · 
Allowissadula · 
Apeiba · 
Ayenia · 
Bakeridesia · 
Adansonia (Baobab) · 
Alcea · 
Althaea (Heemst) · 
Anisodontea · 
Anoda · 
Argyrodendron · 
Bastardia · 
Berrya · 
Bombax · 
Brachychiton · 
Brownlowia · 
Burretiodendron · 
Byttneria · 
Callirhoe · 
Carpodiptera · 
Cavanillesia · 
Ceiba · 
Chiranthodendron · 
(Chorisia) · 
Cola · 
Colona · 
Commersonia · 
Corchorus · 
Craigia · 
Cristaria · 
Cullenia · 
Diplodiscus · 
Dombeya · 
Duboscia · 
Durio · 
Entelea · 
Eremalche · 
Eriolaena · 
Eriotheca · 
Firmiana · 
Franciscodendron · 
Fremontodendron · 
Fuertesimalva · 
Glyphaea · 
Gossypium (Katoenplant) · 
Grewia · 
Guichenotia · 
Gynatrix · 
Gyranthera · 
Hampea · 
Hannafordia · 
Helicteres · 
Heliocarpus · 
Herissantia · 
Heritiera · 
Hermannia · 
Hibiscadelphus · 
Hibiscus · 
Hildegardia · 
Hoheria · 
Horsfordia · 
Howittia · 
Huberodendron · 
Iliamna · 
Keraudrenia · 
Kleinhovia · 
Kokia · 
Kosteletzkya · 
Kostermansia · 
Kydia · 
Lagunaria · 
Lasiopetalum · 
Lavatera · 
Lawrencia · 
Lebronnecia · 
Luehea · 
Lysiosepalum · 
Macrostelia · 
Malacothamnus · 
Malope · 
Malva (Kaasjeskruid) · 
Malvaviscus · 
Malvella · 
Matisia · 
Megistostegium · 
Melhania · 
Melochia · 
Microcos · 
Nayariophyton · 
Nesogordonia · 
Ochroma · 
Pachira · 
Palaua · 
Pavonia · 
Pentace · 
Pentaplaris · 
Phragmotheca · 
Phymosia · 
Pseudobombax · 
Pterospermum · 
Pterygota · 
Quararibea · 
Radyera · 
Reevesia · 
Rhodognaphalon · 
Robinsonella · 
Rulingia · 
Scaphium · 
Scaphopetalum · 
Schoutenia · 
Scleronema · 
Senra · 
Sida · 
Sidalcea · 
Sparrmannia · 
Sphaeralcea · 
Sterculia · 
Symphyochlamys · 
Talipariti · 
Theobroma · 
Thespesia · 
Thomasia · 
Tilia (Linde) · 
Triplochiton · 
Triumfetta · 
Trochetia · 
Trochetiopsis · 
Urena · 
Waltheria · 
Wercklea · 
Wissadula · 
...